# عزیزم (ترانه آیا ناکامورا)
«عزیزم» ترانه‌ای از آیا ناکامورا است که در ۱۲ ژانویهٔ ۲۰۲۳ منتشر شد.

## جدول‌های موسیقی
| جدول (۲۰۲۳)                 | بالاترین جایگاه |
| --------------------------- | --------------- |
| بلژیک (اولتراتاپ ۵۰ والونی) | ۸               |
| فرانسه (اس‌ان‌ئی‌پی)           | ۲               |
| لوکزامبورگ (بیلبورد)        | ۱۵              |
| هلند (سینگل تیپ)            | ۱۴              |
| سوئیس (شوایزر هیت‌پاراد)     | ۲۲              |

### گواهینامه‌ها
| منطقه                                   | گواهی | واحد گواهی‌شده/فروش |
| --------------------------------------- | ----- | ------------------ |
| فرانسه (اس‌ان‌ئی‌پی)                       | طلا   | ۱۰۰٬۰۰۰            |
| رقم فروش+پخش جاری تنها بر پایهٔ گواهی‌ها. |       |                    |